# Concerto per oboe (Vaughan Williams)
Il Concerto in la minore per oboe e archi è un concerto di Ralph Vaughan Williams.

## Storia
Vaughan Williams cominciò a lavorare sul Concerto per oboe nel 1943, subito dopo aver completato la Quinta Sinfonia, con la quale condivide parecchio. Tra l'altro, il concerto iniziò come una revisione dello scherzo originariamente destinato per la sinfonia. Il concerto doveva essere presentato in anteprima ai Proms il 5 luglio 1944, ma a causa della minaccia di incursioni del razzo V1 su Londra venne ridotta la stagione dei Proms. Il pezzo, invece, fu suonato a Liverpool il 30 settembre 1944 a un concerto della Royal Liverpool Philharmonic, diretta da Malcolm Sargent, che comprese anche il Concerto per oboe del fratello del solista, Eugène Goossens.

## Analisi
Questo pezzo pastorale si articola in tre movimenti:
1. Rondò Pastorale (Allegro moderato)
2. Minuetto e Musetta (Allegro moderato)
3. Scherzo (Presto – Doppio più lento – Lento – Presto)

Il concerto ha una componente in forma ciclica. Ogni movimento inizia e finisce con lo stesso tema pentatonico, estendendosi attraverso un'ottava.